# Aïssa Laïdouni
Aïssa Bilal Laïdouni  (Livry-Gargan, 13 december 1996) is een Frans-Tunesisch voetballer die doorgaans als middenvelder speelt. Hij verruilde Union Berlin in juli 2024 voor Al-Wakrah SC. Laïdouni debuteerde in 2021 in het Tunesisch voetbalelftal.

## Clubcarrière
Laïdouni begon met voetballen bij FC Montfermeil en werd in 2014 opgenomen in de jeugdopleiding van Angers. Hiervoor debuteerde hij op 2 april 2016 in het eerste elftal. Dat speelde die dag een wedstrijd in de Ligue 1 tegen Troyes. Dit bleef zijn enige wedstrijd voor Angers. Laïdouni bracht seizoen 2016/17 op huurbasis door bij Les Herbiers en 2017/18 bij FC Chambly. Met beide clubs speelde hij in de Championnat National.
Laïdouni verruilde Angers in juli 2018 voor FC Voluntari. Hier werd hij voor het eerst basisspeler op het hoogste niveau: de Liga 1 van Roemenië. Zijn ploeggenoten en hij vochten twee seizoenen met succes tegen degradatie. Laïdouni tekende in augustus 2020 vervolgens bij Ferencváros, de regerend landskampioen van Hongarije. Ook hier werd hij direct basisspeler. Na vier geslaagde kwalificatierondes mocht hij datzelfde jaar voor het eerst aantreden in de Champions League, tegen Juventus, FC Barcelona en Dynamo Kiev. Laïdouni werd met Ferencváros twee keer op rij landskampioen. Zijn ploeggenoten en hij wonnen daarbij in 2021/22 ook de nationale beker.
Laïdouni speelde ook de eerste seizoenshelft van 2022/23 voor Ferencváros, maar tekende in januari 2023 bij Union Berlin. Hiervoor speelde hij dat seizoen in 14 van de 17 speelronden die de competitie nog duurde. Laïdouni maakte zo deel uit van het Union dat vierde werd in de Bundesliga en zich daarmee voor het eerst in de clubgeschiedenis plaatste voor de Champions League.

## Clubstatistieken
| Seizoen     | Club              | Competitie           | Competitie | Competitie | Competitie | Beker | Beker | Beker | Internationaal | Internationaal | Internationaal | Totaal | Totaal | Totaal |
| Seizoen     | Club              | Competitie           | Wed.       | Dlp.       | Ass.       | Wed.  | Dlp.  | Ass.  | Wed.           | Dlp.           | Ass.           | Wed.   | Dlp.   | Ass.   |
| ----------- | ----------------- | -------------------- | ---------- | ---------- | ---------- | ----- | ----- | ----- | -------------- | -------------- | -------------- | ------ | ------ | ------ |
| 2015/16     | Angers SCO        | Ligue 1              | 1          | 0          | 0          | 0     | 0     | 0     | —              | —              | —              | 1      | 0      | 0      |
| Club Totaal | Club Totaal       | Club Totaal          | 1          | 0          | 0          | 0     | 0     | 0     | 0              | 0              | 0              | 1      | 0      | 0      |
| 2016/17     | → Les Herbiers    | Championnat National | 27         | 1          | 0          | 4     | 0     | 0     | —              | —              | —              | 31     | 1      | 0      |
| Club Totaal | Club Totaal       | Club Totaal          | 27         | 1          | 0          | 4     | 0     | 0     | 0              | 0              | 0              | 31     | 1      | 0      |
| 2017/18     | → FC Chambly      | Championnat National | 18         | 2          | 1          | 1     | 0     | 0     | —              | —              | —              | 19     | 2      | 1      |
| Club Totaal | Club Totaal       | Club Totaal          | 18         | 2          | 1          | 1     | 0     | 0     | 0              | 0              | 0              | 19     | 2      | 1      |
| 2018/19     | FC Voluntari      | SuperLiga            | 29         | 6          | 3          | 2     | 0     | 0     | —              | —              | —              | 31     | 6      | 3      |
| 2019/20     | FC Voluntari      | SuperLiga            | 23         | 1          | 2          | 1     | 0     | 0     | —              | —              | —              | 24     | 1      | 2      |
| Club Totaal | Club Totaal       | Club Totaal          | 52         | 7          | 5          | 3     | 0     | 0     | 0              | 0              | 0              | 55     | 7      | 5      |
| 2020/21     | Ferencváros       | NB I.                | 27         | 3          | 4          | 3     | 0     | 0     | 8              | 0              | 1              | 38     | 3      | 5      |
| 2021/22     | Ferencváros       | NB I.                | 27         | 3          | 5          | 5     | 0     | 2     | 9              | 1              | 0              | 41     | 4      | 7      |
| 2022/23     | Ferencváros       | NB I.                | 10         | 0          | 3          | 1     | 0     | 1     | 13             | 2              | 0              | 24     | 2      | 4      |
| Club Totaal | Club Totaal       | Club Totaal          | 64         | 6          | 12         | 9     | 0     | 3     | 30             | 3              | 1              | 103    | 9      | 16     |
| 2022/23     | 1.FC Union Berlin | Bundesliga           | 14         | 2          | 1          | 1     | 0     | 0     | 4              | 0              | 0              | 19     | 2      | 1      |
| 2023/24     | 1.FC Union Berlin | Bundesliga           | 23         | 0          | 3          | 2     | 0     | 0     | 6              | 0              | 1              | 31     | 0      | 4      |
| Club Totaal | Club Totaal       | Club Totaal          | 37         | 2          | 4          | 3     | 0     | 0     | 10             | 0              | 1              | 50     | 2      | 5      |
| 2024/25     | Al-Wakrah SC      | Qatar Stars League   | 21         | 2          | 1          | 1     | 0     | 0     | 6              | 0              | 1              | 28     | 2      | 2      |
| Club Totaal | Club Totaal       | Club Totaal          | 21         | 2          | 1          | 1     | 0     | 0     | 6              | 0              | 1              | 28     | 2      | 2      |
| Totaal      | Totaal            | Totaal               | 220        | 20         | 23         | 21    | 0     | 3     | 46             | 3              | 3              | 287    | 23     | 29     |

## Interlandcarrière
Laïdouni speelde nooit voor een nationale jeugdselectie. Hij debuteerde op 15 maart 2021 in het Tunesisch voetbalelftal. Hiervoor kwam hij in aanmerking omdat zijn moeder in Tunesië geboren werd. Bondscoach Mondher Kebaier gaf hem meteen een basisplaats. Zijn teamgenoten en hij wonnen die dag een kwalificatiewedstrijd voor het Afrikaans kampioenschap tegen Libië (2–5). Hij bleef vanaf dat moment een vaste waarde in de Tunesische selectie. Laïdouni maakte op 16 november 2021 zijn eerste doelpunt voor de nationale ploeg. Hij schoot Tunesië toen op 1–0 in een met 3–1 gewonnen kwalificatiewedstrijd voor het Afrikaans kampioenschap tegen Zambia. Kebaier nam Laïdouni ook mee naar het Afrikaans kampioenschap 2021. Hierop speelde hij in alle vijf de wedstrijden die Tunesië op dat toernooi actief was. Hij was daarna ook basisspeler in alle drie de wedstrijden van de Tunesische ploeg op het WK 2022.

## Erelijst
| Competitie                        |             |                  |             |             |
| Competitie                        | Aantal      | Jaren            |             |             |
| Ferencváros                       | Ferencváros | Ferencváros      | Ferencváros | Ferencváros |
| --------------------------------- | ----------- | ---------------- | ----------- | ----------- |
| Kampioen Nemzeti Bajnokság        | 2x          | 2020/21, 2021/22 |             |             |
| Beker van Hongarije               | 1x          | 2021/22          |             |             |
| Individueel                       |             |                  |             |             |
| Tunesisch voetballer van het jaar | 2x          | 2022             |             |             |